# Турин (Минская область)
Ту́рин (бел. Турын) — агрогородок в Пуховичском районе Минской области Белоруссии. Центр Туринского сельсовета. Население 363 человека (2009).

## География
Турин находится в 10 км к северо-востоку от центра города Марьина Горка. Агрогородок вытянут вдоль правого берега реки Свислочь, в черте него в реку впадает канализированный ручей. Через Турин проходит автодорога Р59 на участке Марьина Горка — Червень, прочие местные дороги ведут в окрестные деревни. Ближайшая ж/д станция в Марьиной Горке (линия Минск — Гомель).

## История
Впервые упоминается как село Турино в 1536 году. Имение многократно меняло хозяев, принадлежало Костевичам, Радзивиллам, Кишкам, Головчинским и др. В 1779 году — имение Турин-Задворье в составе поместья Пуховичи Игуменского повета.
В результате второго раздела Речи Посполитой (1793) Турин оказался в составе Российской империи, в Игуменском уезде. В 1841 году деревня сгорела и была отстроена через год. В 1855 году построена православная церковь Преображения Господня (сгорела во время Великой Отечественной войны), в 1869 г. в селе было открыто народное училище. В 1879 году в деревне Турин-Задворье насчитывалось 604 жителей, 44 двора, в деревне Турин-Заречный 294 жителей, 44 двора, действовали церковь, народное училище, магазин.
С 20 августа 1924 года Турин в Пуховичском районе, центр сельсовета. Во время Великой Отечественной войны деревня была частично сожжена.

## Население

### Численность
- 2009 год — 363 жителей

### Динамика
- 2009 год — 363 жителей

## Достопримечательности
- Братская могила советских воинов и партизан
- Памятник землякам, погибшим в Великую Отечественную войну